# Sphaerocera levicastilli
Sphaerocera levicastilli är en tvåvingeart som beskrevs av Richards 1965. Sphaerocera levicastilli ingår i släktet Sphaerocera och familjen hoppflugor. Inga underarter finns listade i Catalogue of Life.